# Коллин, Аманда
Аманда Коллин (дат. Amanda Collin; род. 4 марта 1986, Рингстед, Западная Зеландия) — датская актриса, лауреат кинопремий «Бодиль» и «Роберт».

## Биография
Аманда Коллин родилась 4 марта 1986 года. С 2011 года она снимается в кино и на телевидении (до 2014 года в короткометражных фильмах). В 2018 году Коллин стала лауреатом датских кинопремий «Бодиль» и «Роберт» в номинациях «Лучшая женская роль» за свою работу в фильме «Ужасная женщина».
В 2020 году Коллин сыграла одну из центральных ролей в телесериале Ридли Скотта «Воспитанные волками».

## Фильмография
| Год       |   | Русское название          | Оригинальное название       | Роль                     |
| --------- | - | ------------------------- | --------------------------- | ------------------------ |
| 2013—2017 | с | Дерьмо случается          | Sjit Happens                | Лерке / Аманда (9 серий) |
| 2014      | ф | Подлинный                 | Ækte vare                   | Лина                     |
| 2016      | ф | Мистериум. Тьма в бутылке | Flaskepost fra P            | Ракель                   |
| 2016      | с | Разделённые вместе        | Splitting Up Together       | Шарлотта (4 серии)       |
| 2017      | ф | Преисподняя               | Underverden                 | Аманда                   |
| 2017      | ф | Ужасная женщина           | En frygtelig kvinde         | Мари                     |
| 2018      | с | Тэо и волшебный талисман  | Theo & Den Magiske Talisman | Ораклет (24 серии)       |
| 2019      | ф | Исключение                | Undtagelsen                 | Малена                   |
| 2019      | ф | Смола                     | Harpiks                     | Роальд                   |
| 2020—2022 | с | Воспитанные волками       | Raised by Wolves            | Мать                     |
| 2023      | ф | Меч короля                | Bastarden                   | Энн Барбара              |
| 2024      | с | Дом Дракона               | House of the Dragon         | Джейн Аррен              |